# Jocelyn Joseph
Jocelyn Joseph (sinh ngày 11 tháng 2 năm 1964) là một vân động viên chạy nước rút người Antigua và Barbuda. Bà đã thi đấu ở nội dung 200 mét nữ tại Thế vận hội Mùa hè 1988.